# Bataille de Pozo Almonte
Guerre civile chilienne de 1891
Batailles
- Zapiga
- Alto Hospicio
- Punitaqui
- Pisagua
- Dolores
- Huara
- Pozo Almonte
- Calderilla (naval)
- Concón
- Placilla

La bataille de Pozo Almonte est livré le 7 mars 1891 pendant la guerre civile chilienne de 1891. Dernière bataille de la campagne du nord, elle voit la victoire définitive dans la région des partisans du congrès sur les forces gouvernementales.

## Sources
- (en) Robert L. Scheina, Latin America's wars, vol. 1 : The age of the Caudillo, 1971-1899, Washington, D.C, Brassey's, Inc, 2003, 569 p. (ISBN 978-1-57488-450-0 et 978-1-574-88449-4)
- (es) Agustín Toro Dávila, Síntesis histórico militar de Chile, Santiago, Editorial Universitaria, coll. « Imagen de Chile », 1988, 3e éd., 374 p. (ISBN 978-84-8340-256-6)